# Wayang
Pour les articles homonymes, voir Wayang (homonymie).
 (novembre 2011).
Si vous disposez d'ouvrages ou d'articles de référence ou si vous connaissez des sites web de qualité traitant du thème abordé ici, merci de compléter l'article en donnant les références utiles à sa vérifiabilité et en les liant à la section « Notes et références ».
Le wayang ou théâtre d'ombres est un spectacle traditionnel et populaire dans les îles de Java et Bali.
Wayang signifie « ombre ». Sa forme la plus courante est le wayang kulit, où les figurines consistent en marionnettes plates de cuir (kulit veut dire « cuir »). « Le théâtre de marionnettes wayang » a été proclamé en 2003 et inscrit en 2008 par l'UNESCO sur la liste représentative du patrimoine culturel immatériel de l’humanité.

## Wayang Kulit

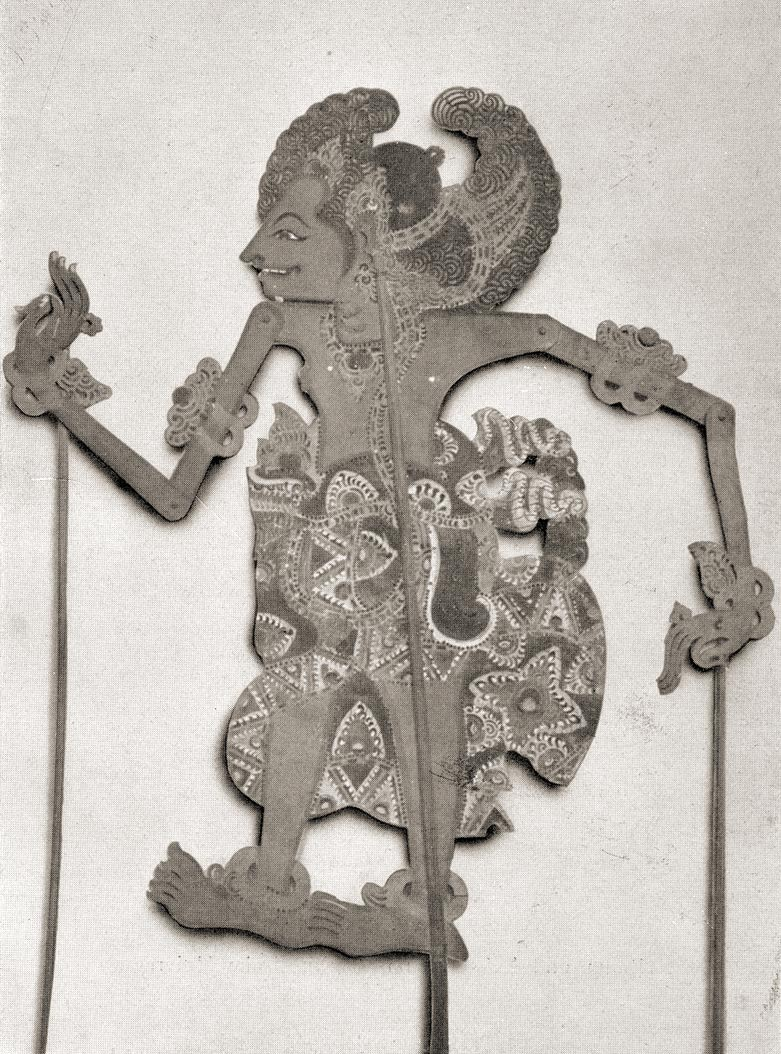
Wayang kulit de Bali.

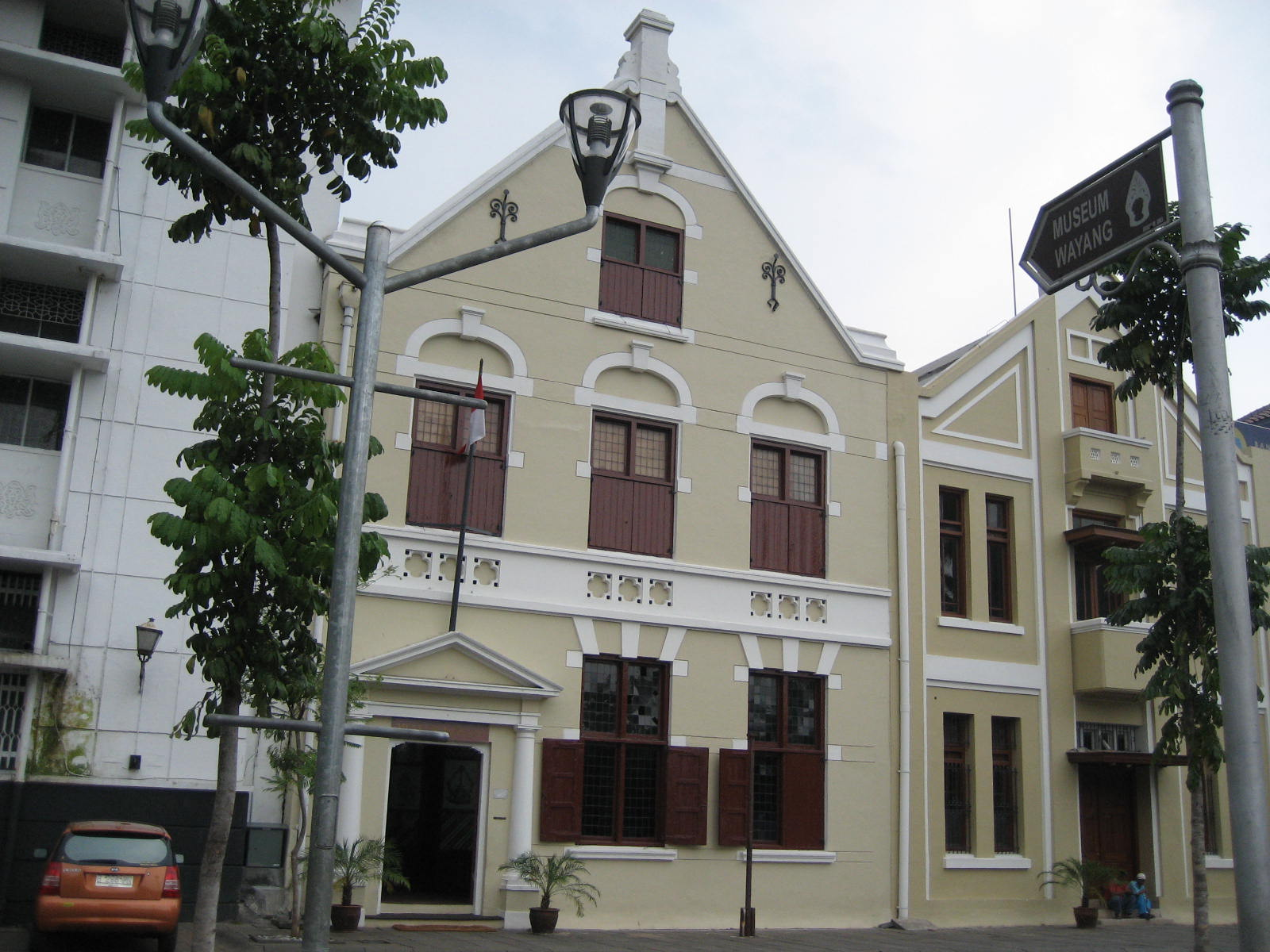
Le musée du wayang à Jakarta.

Les marionnettes, confectionnées en cuir finement ciselé et peint, et maintenues par une tige de corne, de bois ou de bambou, sont manipulées par le dalang, derrière un drap et devant une lampe. Derrière le dalang se tient en général un orchestre de gamelan, constitué de différents instruments de percussion traditionnels d'Indonésie et parfois d'une flûte. Le dalang prête sa voix à tous les personnages, chante et dirige l'orchestre. Les marionnettes qui ne sont pas manipulées sont fichées dans un tronc de bananier.
Les spectateurs sont situés soit de l'autre côté du drap, et assistent en fait à un théâtre d'ombres, soit du côté du dalang, où ils peuvent contempler le travail de ce dernier et les couleurs chatoyantes des marionnettes. En pays javanais proprement dit, c'est-à-dire dans le centre et l'est de Java, ainsi qu'à Bali les marionnettes sont faites dans de la peau de buffle (wayang kulit) ; ailleurs on en trouve des plates en bois (wayang kelitik). En pays sundanais, c'est-à-dire dans l'ouest de Java, elles sont en ronde bosse (wayang golek). Dans la région de Pacitan sur la côte sud de Java, à la limite entre les provinces du centre et de l'est, il existe encore une tradition, le wayang beber, dans laquelle les marionnettes sont remplacées par un rouleau sur lequel sont peints les personnages et les scènes, et que le dalang déroule tout en récitant l'argument.
Cette tradition a été reprise par les artistes sur scène (wayang orang). On trouve aussi des représentations masquées appelées wayang topeng, topeng signifiant masque.
Les histoires qui sont racontées reprennent les légendes indiennes issues du Rāmāyana et du Mahābhārata, ainsi que, dans le répertoire javanais, le cycle de Panji.
De manière ponctuelle on trouve d'autres répertoires, comme l'histoire d'Amir Hamzah, l'oncle du prophète Mahomet, des images chrétiennes, ou des représentations mettant en scène les grandes figures de l'indépendance comme Soekarno.
Le répertoire préféré des Javanais est sans nul doute le Mahabharata, qui met en scène la lutte éternelle entre le Bien et le Mal, représentés respectivement par les cinq frères Pandawa (Pândava) et leurs cent cousins les frères Kurawa (Kaurava). Le Mahabharata est un réservoir inépuisable d'arguments (lakon) pour les spectacles de wayang. Ceux-ci sont des rituels que l'on va observer dans un certain nombre de circonstances, familiales comme le mariage ou la circoncision d'un garçon, sociales et économiques comme le lancement d'un projet de cimenterie, ou propitiatoires lors de certains événements. L'épisode que choisira le dalang ou montreur sera donc soigneusement choisi en fonction des circonstances et des objectifs du spectacle.
Le Râmâyana raconte le mariage du prince Râma avec Shita, le bannissement du couple qui est contraint de se réfugier dans la forêt, l'enlèvement de Shita par Rahwana le roi des monstres et son sauvetage, avec l'aide du roi des singes Hanuman — après de nombreuses batailles ! — .
Les personnages du Mahabharata sont des références traditionnelles pour les Javanais. Les héros sont des modèles auxquels on s'identifie. Par exemple, Arjuna est considéré comme l'« homme idéal », à la fois adroit, intelligent, juste et pondéré, et sachant défendre sans faiblesse le royaume auquel il appartient. Les parents javanais aiment donner à leurs enfants des noms de héros wayang. Le nom est choisi avec précaution car, pensent-ils, il peut influencer le caractère et le destin de l'enfant.
Un spectacle de wayang est un rituel, et non un divertissement. Les représentations sont données pour les fêtes et les cérémonies comme les mariages, ainsi que pour tout événement important de la vie sociale. Elles duraient initialement toute la nuit, de neuf heures du soir à l'aube ; aujourd'hui, les cycles sont abrégés pour des représentations de quelques heures, plus adaptées aux impératifs de la vie moderne.
Outre le village ou la famille, le wayang kulit, comme les autres formes de théâtre indonésien, pouvaient avoir pour cadre la cour. Ainsi parmi les plus belles collections de wayang kulit figurent celles des kraton (palais royaux) de Surakarta et de Yogyakarta.

## Wayang golek

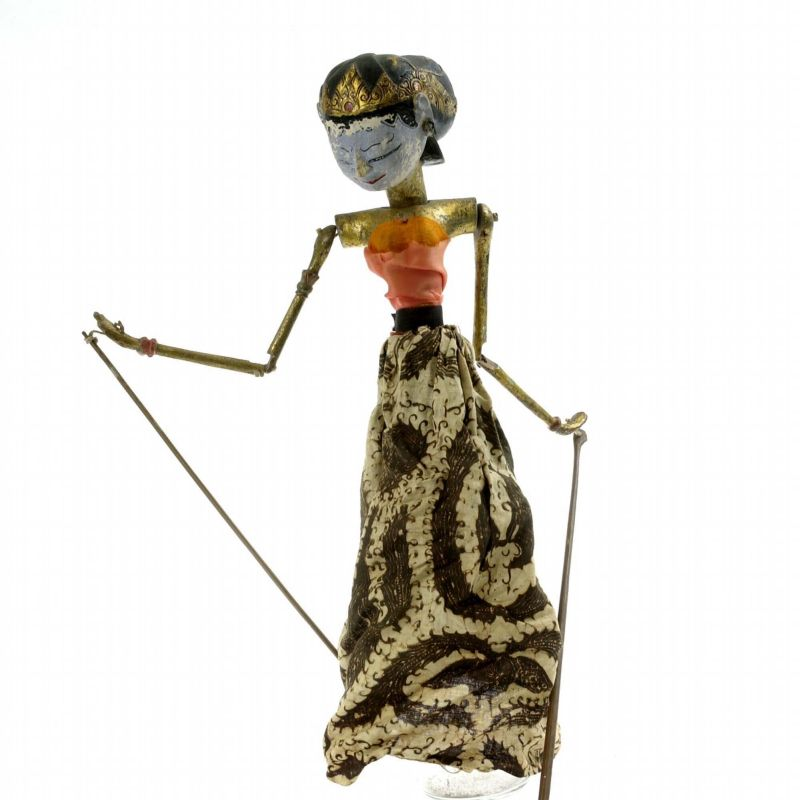
Wayang représentant Dewi Preyangan (Tropenmuseum, Amsterdam).

Spécifique à l'île de Java, il utilise des marionnettes à tige et met essentiellement en scène des récits tirés du Mahabharata et du Ramayana, mais aussi des récits épiques ou satiriques d'influence islamique.
Les premiers wayang golek sont à priori apparus au tout début du XIXe siècle à Cirebon. Très vite, ils vont se développer, se répandant dans les villages du pays sunda. Ils deviennent très populaires car désormais les dalangs présentent leur spectacle en dialecte local, c'est-à-dire le soundanais. Auparavant, seul le javanais était utilisé mais non compris des villageois. C'est aussi pour la première fois que les dalangs manipulent ce type particulier de wayang, des figurines de bois sculptées à l'aspect de poupées.

## Wayang orang

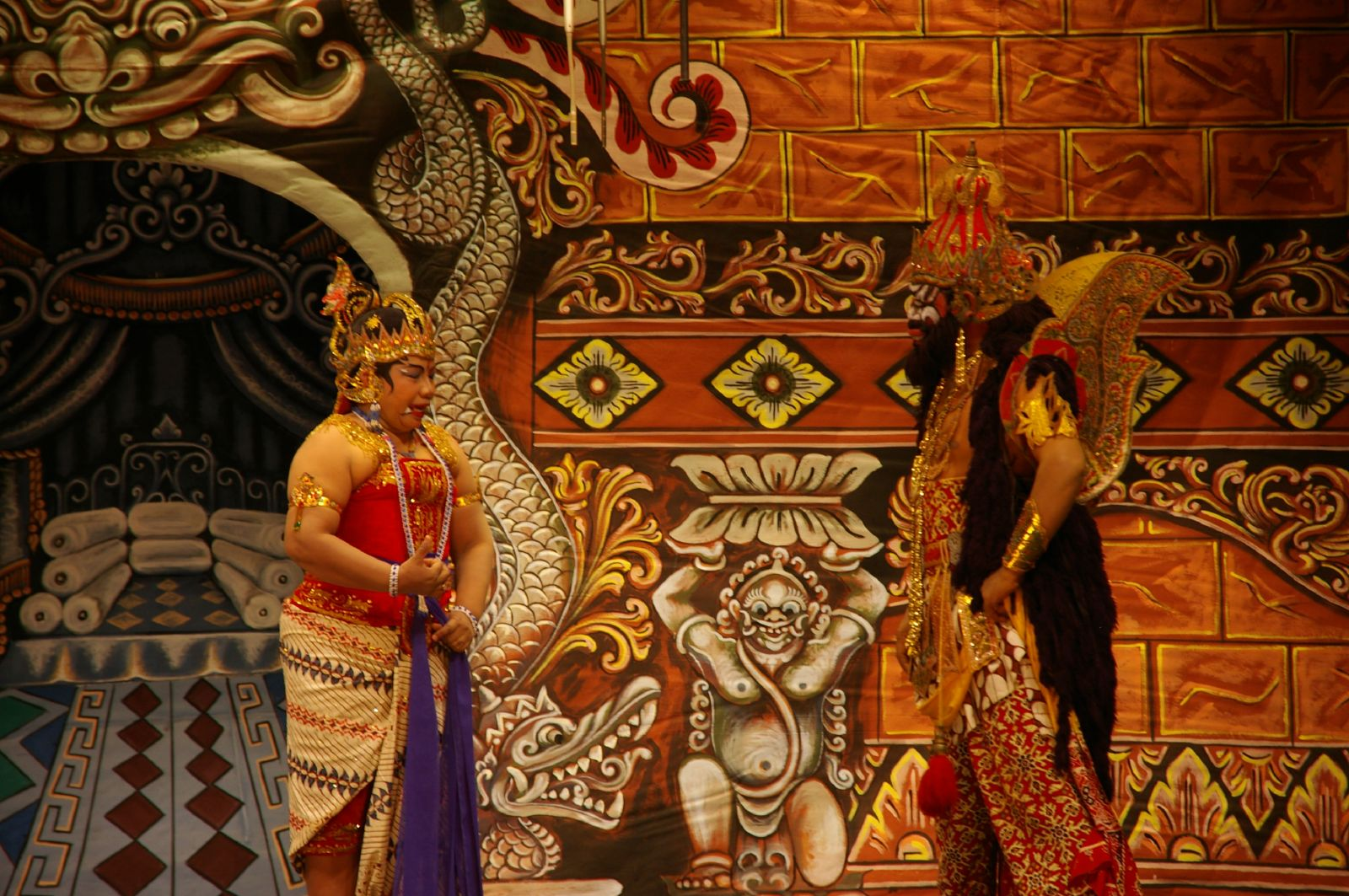
Wayang orang.

Le Wayang Orang est un théâtre dansé indonésien né dans les années 1830. C'est un théâtre proche d'un rituel qui a pour rôle d'esthétiser la violence afin de la canaliser. Il est de tradition que les acteurs connaissent tous les rôles et ne sachent quel rôle ils vont interpréter que quelques heures avant la représentation.

## Wayang klitik

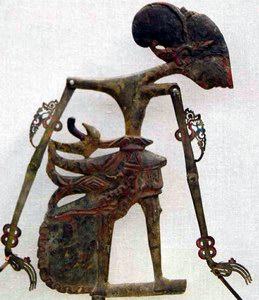
Marionnette de wayang klitik représentant Damarwulan, un des personnages d'un cycle d'histoires connu sous le nom de « cycle de Panji ».

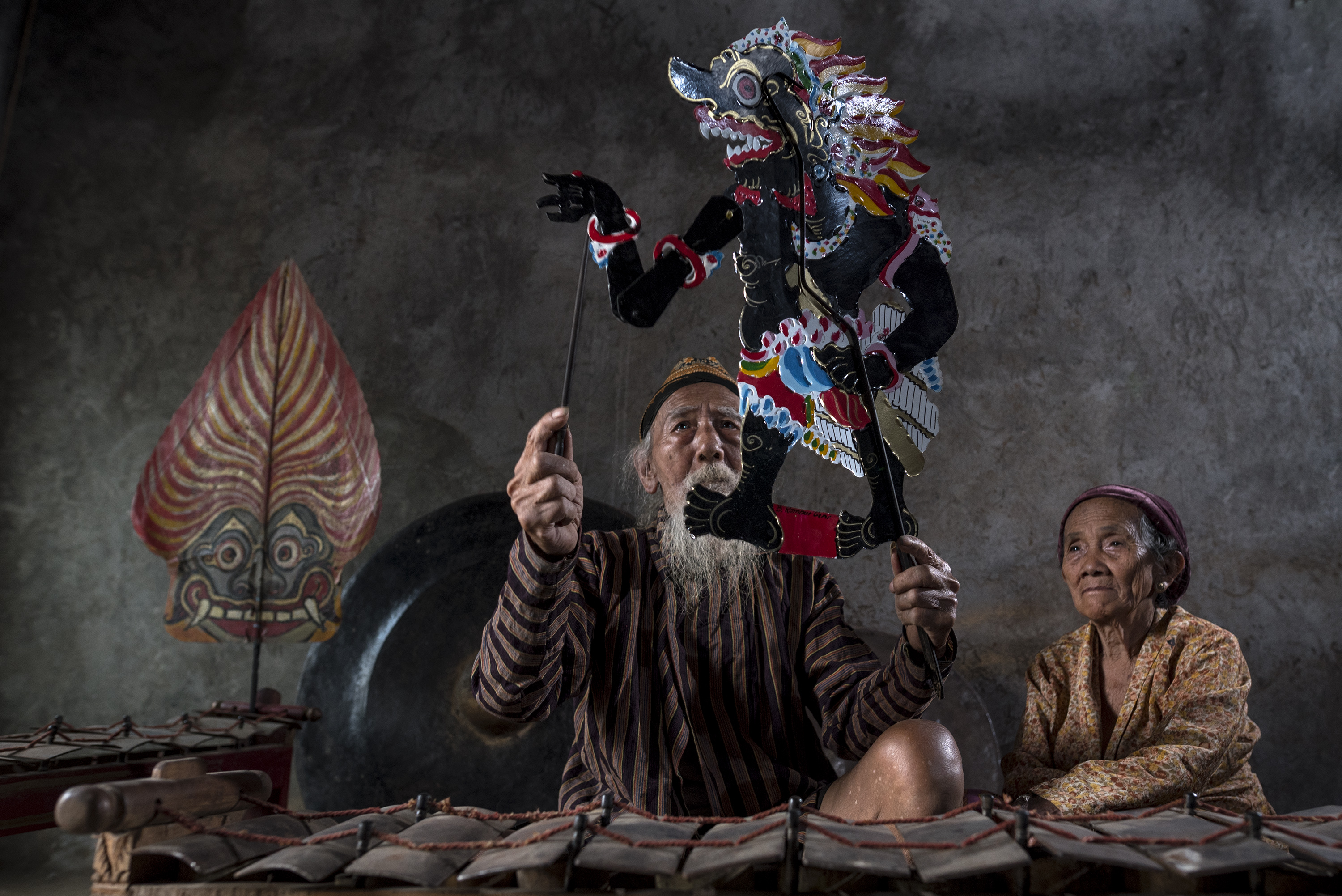
Wayang kulit ou wajang koelit.

L'essor de l'islam va entraîner une stylisation des visages et des corps des sujets. Dans la deuxième moitié du XVe siècle, on transpose les wayang kulit dans du bois que l'on sculpte et l'on peint. À partir de ce moment, les spectacles peuvent être joués soit la nuit, soit le jour. Ces wayang klitik jouent désormais un répertoire élargi qui ne se cantonne plus aux textes sacrés de l'hindouisme. L'histoire des pionniers de l'islam est ainsi traitées de façon légendaire.

## Wayang beber

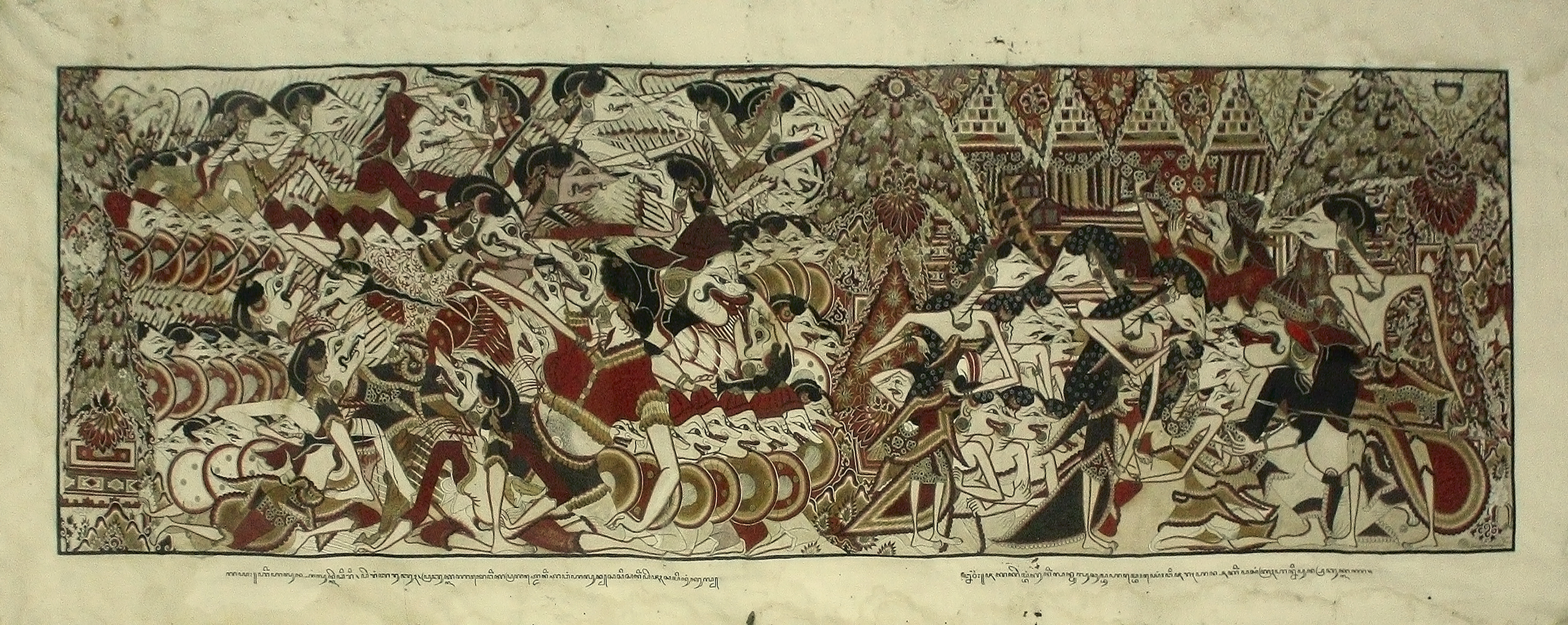
Rouleau d'un wayang beber.

Le wayang beber n'est quant à lui pas un théâtre de marionnettes. Il consiste en des histoires dont les scènes et personnages sont dessinés sur des rouleaux en cuir (beber veut dire « dérouler » en javanais), dont les dimensions sont de 50 centimètres sur deux à trois mètres de long. L'histoire est récitée au fur et à mesure que les rouleaux sont déroulés. La durée d'un wayang beber est d'environ une heure et demie.
Cet art remonterait au XIIIe siècle. Aujourd'hui, il ne reste que peu de tels rouleaux, généralement conservés dans des musées, parmi lesquels le musée Wayang Beber Sekartaji à Bantul dans le territoire spécial de Yogyakarta.
Dans une représentation de wayang beber, le dalang déroule le rouleau image par image, accompagnant chaque image de son récit et de ses chants. L'argument est tiré du Ramayana, du Mahabharata, d'histoires du royaume de Jenggala (Kediri).
En dehors des musées, c'est à Wonosari à Yogyakarta et dans la région de Pacitan à Java oriental, que l'on trouve encore des rouleaux de wayang beber.

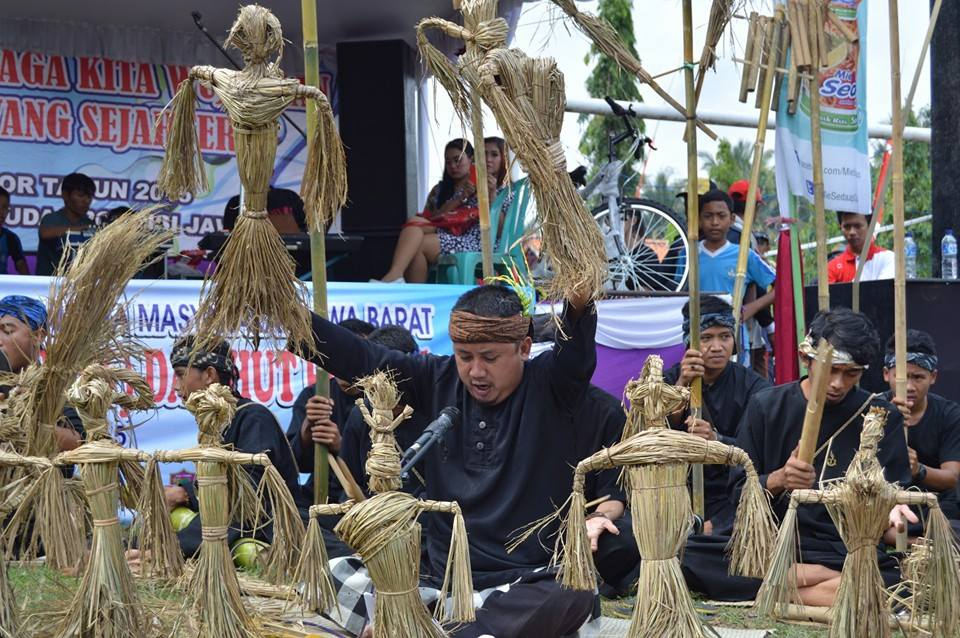
Spectacle de wayang kila dans le village de Lakbok de la région de Ciamis au Java occidental.